# Mann im Sattel
Mann im Sattel (Originaltitel: Man in the Saddle) ist ein US-amerikanischer Western aus dem Jahr 1951 von André De Toth mit Randolph Scott und Joan Leslie in den Hauptrollen. Der Film wurde von Columbia Pictures produziert und basiert auf dem 1938 veröffentlichten Roman Man in the Saddle von Ernest Haycox.

## Handlung
Der Rinderbaron Will Isham will auf seiner Ranch Laure Bidwell heiraten. Ishams Vorarbeiter Fay Dutcher versucht im Saloon der nahen Stadt Einwohner für Ishan einzustellen, bleibt aber erfolglos, weil der Rinderbaron wegen seiner Skrupellosigkeit einen schlechten Ruf hat. Der Rancher Owen Merritt sucht Laure, seine Ex-Freundin, auf. Sie versichert ihm, dass es ihr mit der Hochzeit ernst sei, da sie nicht mehr auf Owen warten wolle. Dutcher hat derweil Hugh Clagg als Leibwächter eingestellt, der sich während der Hochzeitsfeier an die Lehrerin Nan Malotte heranmacht. Isham bringt zur gleichen Zeit Pay Lankershim dazu, ihm seine Ranch zu verkaufen, die zwischen seiner und Owens Ranch liegt.
Am nächsten Tag bringt Nan ihre eigene kleine Herde zu Owen, um diesen zum Viehmarkt zu begleiten, dabei erzählt sie ihm vom Verkauf der Lankershim-Ranch. Am Abend lösen Dutcher und seine Männer eine Stampede von Owens Herde aus. Zwar können Owen und seine Cowboys die Rinder zurücktreiben, doch bei der Stampede ist der Rancharbeiter Juke Virk umgekommen. Eine genauere Untersuchung der Leiche ergibt, dass Juke erschossen wurde. Jukes Bruder George reitet in die Stadt und beschuldigt Dutcher des Mordes. Bei der folgenden Schießerei wird Ishams Cowboy Ned Bale getötet. Laure sucht Owen auf und warnt ihn, gegen Isham zu agieren. Er solle besser die Gegend verlassen. Owen willigt erst ein, als Laure verspricht, mit ihm zu gehen.
Am Abend wird Owens Ranch angegriffen, wobei George getötet wird. Owens Versuch, auf Ishams Ranch die Schlafbaracken zu zerstören, endet damit, dass er von Dutcher und Clagg angeschossen wird. Nan hört die Schüsse und bringt Owen auf ihre kleine Ranch. Clagg will Nan am nächsten Tag zu einem Tanz abholen und erkennt wütend, dass sie Owen geholfen hat. Da Owen bei ihr nicht sicher ist, versteckt sie ihn in einer verlassenen Berghütte. In der Zwischenzeit ist Laure von der Gewaltbereitschaft ihres Mannes angewidert. Sie schleicht sich von der Ranch, um Owen zu suchen. Clagg ist Nans Spuren gefolgt und hat die Hütte gefunden. Eifersüchtig wirft er Nan vor, dass sie romantische Gefühle für Owen hege. Zwischen Clagg und Owen kommt es zu einem Kampf. Clagg ergreift die Flucht, als Nan auf ihn schießt. Er eilt zur Isham-Ranch und erzählt Dutcher von dem Versteck. Isham, erzürnt über Laures Verschwinden, glaubt, dass die Frau in der Hütte, von der Clagg gesprochen hat, Laure sei. In einem Tobsuchtsanfall schießt er Clagg nieder, der im Sterben versichert, dass die Frau nicht Laure sei.
Owen kehrt wieder auf seine Ranch zurück, wo Sheriff Prine Ishams Cowboy Lee Repp festnimmt. Repp gesteht, dass Dutcher eingestellt wurde, um Owen zu töten. Auch den Tod der Virk-Brüder habe Isham befohlen. Ein Sturm zieht auf, als Owen Repp in die Stadt bringen will, wo dieser sein Geständnis schriftlich festhalten soll. Owen erfährt, dass Isham im Hotel abgestiegen ist. Er informiert ihn, dass er ihn am Leben lasse, wenn er aus der Gegend verschwinde. Laure erkennt, dass sie Owen verloren hat, und versichert ihrem Mann ihre Loyalität. Daraufhin willigt Isham ein, die Gegend zu verlassen. Als Isham, Laure und Owen in die Hotellobby hinuntergehen, stürmt Dutcher hinein. Er ignoriert Ishams Befehl und schießt auf Owen. Isham wirft sich dazwischen und wird getroffen. Er bittet Laure, die Ranch nie zu verkaufen, und stirbt in ihren Armen. Dutcher greift die hinzugeeilte Nan und benutzt sie als Deckung für seine Flucht. Owen verfolgt ihn und kann ihn erschießen. Nan rennt zu Owen und wirft sich in seine Arme.

## Produktion

### Hintergrund
Gedreht wurde der Film vom 17. April bis zum 15. Mai 1951 auf der Iverson Movie Ranch in Chatsworth, in den Alabama Hills, in Thousand Oaks sowie in den Warner-Studios in Burbank.

### Stab
Frank A. Tuttle war für das Szenenbild zuständig.

### Besetzung
In kleinen nicht im Abspann erwähnten Nebenrollen traten Don Beddoe und James Kirkwood auf. Ebenfalls unerwähnt blieb Frank Hagney als Ned Bale.

### Musik
Der Titelsong Man in the Saddle wurde von Harold Lewis und Ralph Murphy komponiert und getextet. Tennessee Ernie Ford sang das Stück in der Eröffnungsszene.

## Synchronisation
Die deutsche Synchronfassung entstand 1977
| Rolle         | Schauspieler   | Deutscher Synchronsprecher |
| ------------- | -------------- | -------------------------- |
| Owen Merritt  | Randolph Scott | Werner Bruhns              |
| Will Isham    | Alexander Knox | Erik Schumann              |
| Fay Dutcher   | Richard Rober  | Wolfgang Hess              |
| Sheriff Prine | Guinn Williams | Herbert Weicker            |

## Veröffentlichung
Die Premiere des Films fand am 2. Dezember 1951 statt. In der Bundesrepublik Deutschland wurde er am 4. Februar 1978 im deutschen Fernsehen ausgestrahlt.

## Kritiken
Der Filmkritiken-Aggregator Rotten Tomatoes hat in einer Auswertung von über 1.000 User-Kritiken ein Publikumsergebnis von 55 Prozent positiver Bewertungen ermittelt.
Das Lexikon des internationalen Films schrieb: „Ausgezeichnet fotografierter Edelwestern.“
Die Filmzeitschrift Cinema befand: „Einer der besten Western des ungarischstämmigen Regisseurs André De Toth. Fazit: Geschickt inszeniert und schön fotografiert.“